# Haplophleba distans
Haplophleba distans är en tvåvingeart som beskrevs av Borgmeier 1961. Haplophleba distans ingår i släktet Haplophleba och familjen puckelflugor. Inga underarter finns listade i Catalogue of Life.